# Sociedad Deportiva Santa Brígida
La Sociedad Deportia Santa Brígida fue un club de fútbol de España, del municipio de Santa Brígida (Las Palmas). Se fundó en 1969 y desapareció en 2004 tras unirse a la Club Deportivo La Angostura y crear el actual Unión Deportiva Villa de Santa Brígida. En el momento de la unión el SD Santa Brígida militaba en Preferente.

## Historia
La Sociedad Deportiva Santa Brígida se funda en 1969. En 1980 tiene el honor de ser uno de los veinte equipos que fundan el Grupo Canario de Tercera División. En esta división militó en tres campañas, pero fue en Preferente Las Palmas, máximo nivel del fútbol regional en la provincia donde desarrolló gran parte de su historia. El equipo es hoy en día, pese a haber desaparecido en 2004 el equipo de la provincia de Las Palmas con más participaciones en Preferente con diecisiete. En 2004 el equipo desaparecía tras fusionarse con el Club Deportivo La Angostura y crear el actual Unión Deportiva Villa de Santa Brígida por petición municipal, dado que el Ayuntamiento de Santa Brígida no podía mantener dos equipos semiprofesionales. Ese año la SD Santa Brígida se encontraba en Preferente.

## Estadio
El estadio de la sociedad deportiva Santa Brígida era el ya desaparecido estadio municipal, el cual se encontraba en el centro del pueblo (anexo al colegio Juan del Río Ayala)

## Uniforme
- Local: la camiseta es blanca con toques azules, el pantalón es azul y las medias azul.
- Visitante: el uniforme visitante es completamente azul marino, amarillo o verde dependiendo de la temporada.

## Temporadas
| Temporada | División     | Posición | Copa del Rey |
| --------- | ------------ | -------- | ------------ |
| 1980/81   | 3ª División  | 18.º     |              |
| 1981/82   | Preferente   | 7.º      |              |
| 1982/83   | Preferente   | 5.º      |              |
| 1983/84   | Preferente   | 6º       |              |
| 1984/85   | Preferente   | 2.º      |              |
| 1985/86   | 3ª División  | 20.º     |              |
| 1986/87   | Preferente   | 12.º     |              |
| 1987/88   | Preferente   | 4º       |              |
| 1988/89   | 3.ª División | 23º      |              |
| 1989/90   | Preferente   | 18.º     |              |
| 1990/91   | 1.ª Regional | 10.º     |              |
| 1991/92   | 1.ª Regional | 11.º     |              |
| 1992/93   | 1.ª Regional | 2.º      |              |
| 1993/94   | 1.ª Regional | 1º       |              |

| Temporada | División   | Posición | Copa del Rey |
| --------- | ---------- | -------- | ------------ |
| 1994/95   | Preferente | 3º       |              |
| 1995/96   | Preferente | 3.º      |              |
| 1996/97   | Preferente | 13.º     |              |
| 1997/98   | Preferente | 4º       |              |
| 1998/99   | Preferente | 6.º      |              |
| 1999/00   | Preferente |          |              |
| 2000/01   | Preferente | 11.º     |              |
| 2001/02   | Preferente | 4.º      |              |
| 2002/03   | Preferente | 10º      |              |
| 2003/04   | Preferente | 10.º     |              |

### Datos del Club
- Temporadas en 3ªDivisión: 3
- Temporadas en Preferente: 17
- Temporadas en 1ªRegional: 4